# Csáder Judit
Csáder Judit (Pozsony, 1948. január 11.) fotóművész.

## Élete
Képzőművész családban született. 1963–1967 között a pozsonyi Iparművészeti Középiskola fényképészeti szakán tanult, majd 1968–1974 között elvégezte a prágai Filmakadémiát. 1967–1990 között a pozsonyi Szlovák Filmintézet munkatársa volt. 1973–1974 között és 1993-tól a pozsonyi Iparművészeti Középiskola tanára. 
A szlovákiai Fotóművészeti Hónap egyik szervezője. Önálló kiállításai voltak Besztercebányán (1981), Kassán (1993), Pozsonyban (1979, 1986) és Riva del Gardaban (1996).